# Улугуру

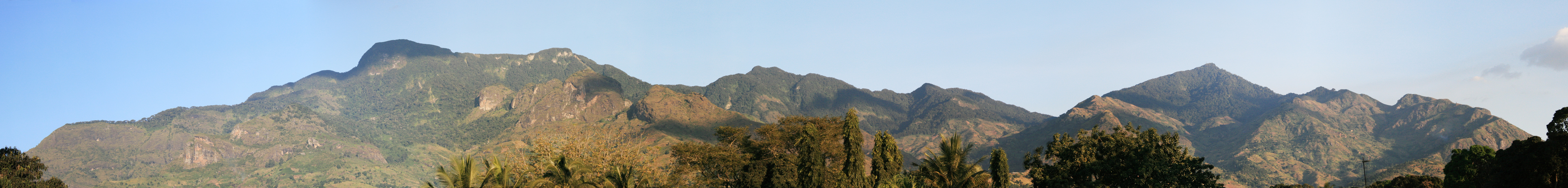
Панорама гірського масиву Улугуру

Улугуру (англ. Uluguru Mountains) — гірський масив, що простягнувся на 50 км з півночі на південь у Танзанії, провінція Морогоро, на відстані 200 км від узбережжя Індійського океану. Пересічна ширина масиву 20 км. Є складовою частиною Східної гірської дуги кенійсько-танзанійського гірського ланцюжка. Найвище місце — гора Кімганду (2646 м). На заході схили круто здіймаються над рівниною Маката, на сході утворюють пологий масив Луквангуло (висоти 2400 м). На півночі гір розташоване місто Морогоро, на півдні — національний парк Селус.

## Геологія

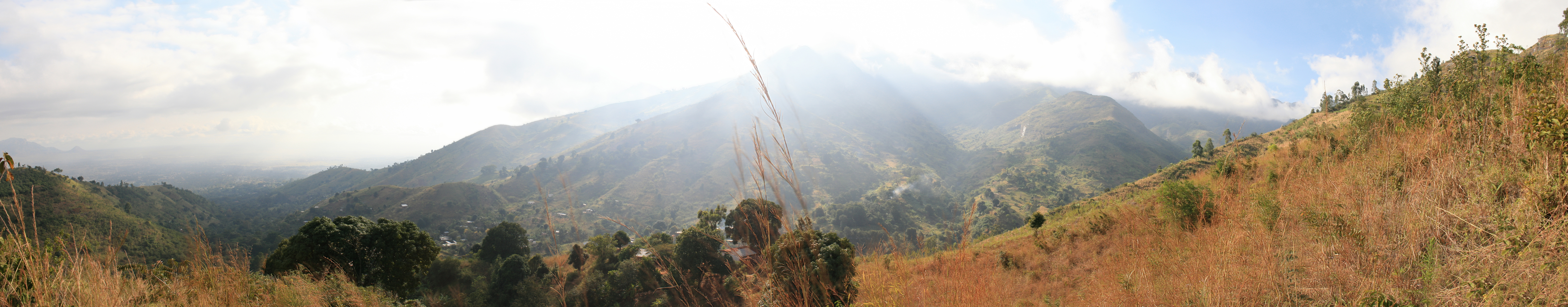
Схід сонця й вранішній туман над горами

Кристаличний горст, що ізольовано здіймається над приморською низовиною. На заході грабен долини річки Вамі. Входить до зони Великого африканського рифту. У горах почасти відбуваються землетруси. Гірське пасмо складене кристалічним гнейсом. На метаморфічних докарбонових доломітах розвивається особливий інтразональний тип дерново-карбонатних ґрунтів — рендзини.

## Клімат

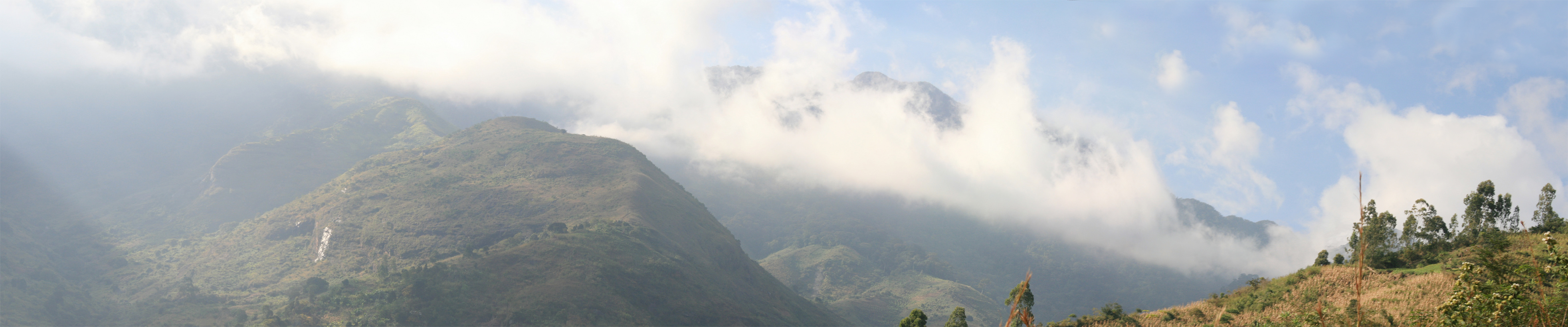
Хмари над горами Улугуру

Гори розташовані у теплому вологому екваторіальному кліматичному поясі, якому притаманні сильні дощі впродовж усього року, тумани та рівний хід річних температур (від 23 °C у липні до 28 °C у грудні). На східних, звернених до океану схилах річна норма опадів становить 3000 мм. Сезон короткочасних дощів — жовтень-грудень, сезон довготривалих дощів — лютий-березень, посушливий сезон — червень-серпень.

## Гідрологія

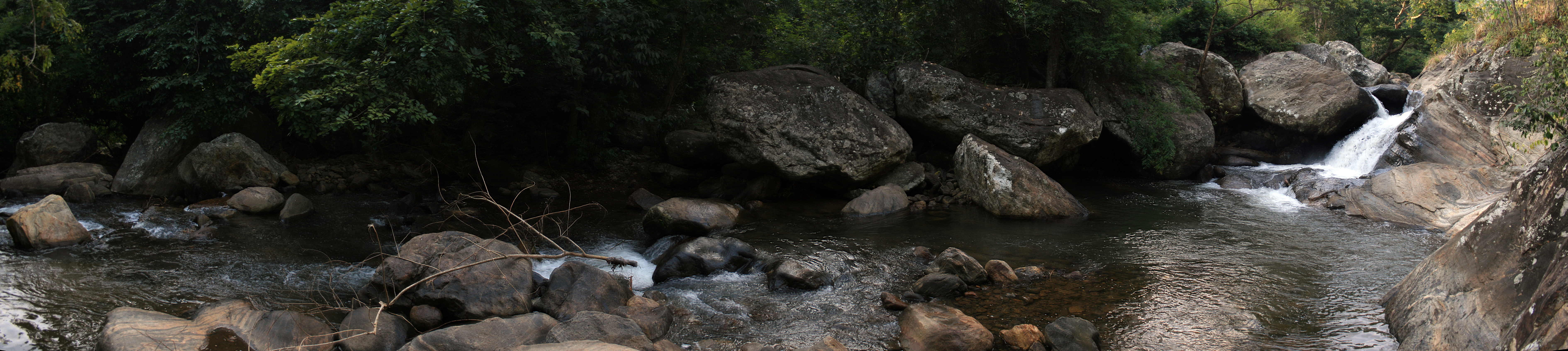
Водоспад Багаті-Кемп (Bahati Camp) у горах

З численних струмочків у горах бере початок річка Руву, що тече зі східних схилів, збираючі акумульовану тропічними лісами вологу, і впадає до Індійського океану біля міста Багамойо. Найбільша притока Руву, річка Мгета, бере початок на західних схилах, огинає гори дугою на півдні, і тече з заходу на схід. На півночі гори окреслює ліва притока Руву, річка Нгеренгере. З річки Руву живиться водогін міста Дар-ес-Салам та прилеглих поселень, загалом 3 млн осіб. Водозабір здійснюють найважливіші промислові підприємства країни. Тому збереження лісів на гірському масиві є справою сталого розвитку країни.

## Природа

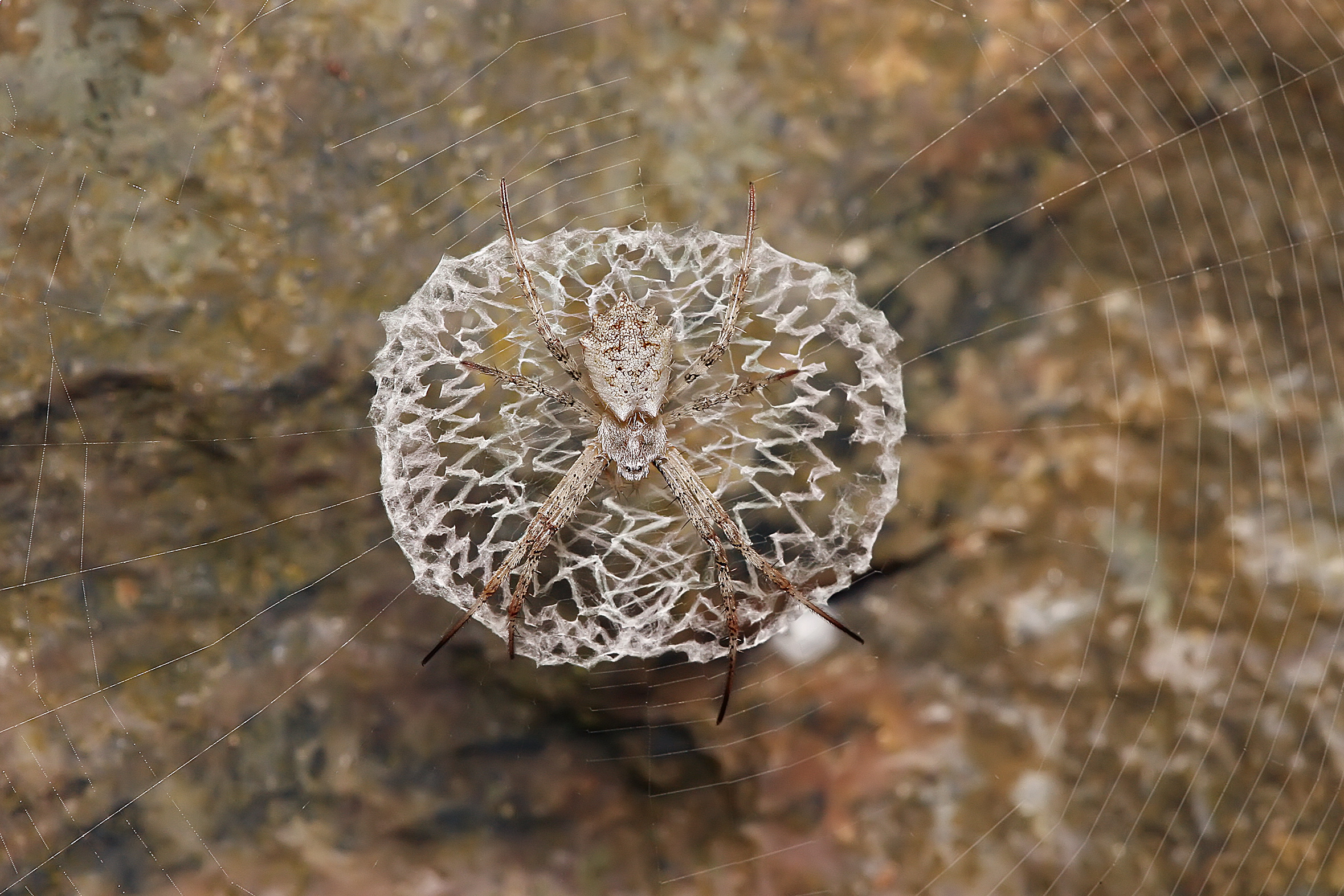
Павук роду Argiope, родина Araneidae, у горах

Гірські схили по долинах на сході вкриті реліктовими (25 млн років) вологими тропічними лісами, на заході — сухі листопадні тропічні рідколіси. Місцева флора налічує 100 (багато з них сенполії Saintpaulia, бальзаміни Impatiens, бегонії Begonia та стрептокарпуси Streptocarpus), а фауна — близько 100 видів безхребетних та 15 видів хордових ендеміків: 2 птахів (гладіатор чорноголовий Malaconotus alius Friedmann, Nectarinia loveridgei Hartert), 2 звірів (Crocidura telfordi Hutterer, Myosorex geata Allen & Loveridge), 3 плазунів (Prosymna ornatissima Barbour & Loveridge, Rhampholeon uluguruensis Tilbury & Emmrich, Typhlops uluguruensis Barbour & Loveridge), 5 видів амфібій (Nectophrynoides cryptus Perret, Nectophrynoides minutus Perret, Probreviceps uluguruensis, Scolecomorphus uluguruensis Barbour & Loveridge, Hyperolius tornieri Ahl) та інші. Незважаючи на охоронні заходи, тропічні лиси постійно вирубуються, що призводить до ерозії ґрунтів й зникненню унікальної частинки природи. На висотах 2300—2400 м розкинулись гірські пасовиська.
Природоохоронні заходи щодо збереження гірських лісів були започатковані ще німецьким колоніальним урядом, задля забезпечення збереження водних ресурсів та запобіганню ерозії крутих західних схилів. У 1955 році ліси займали площу понад 300 км². У 1977 році їх площа зменшилась до 260 км². У 2000 році ліси залишились лише на 200 км².

## Населення

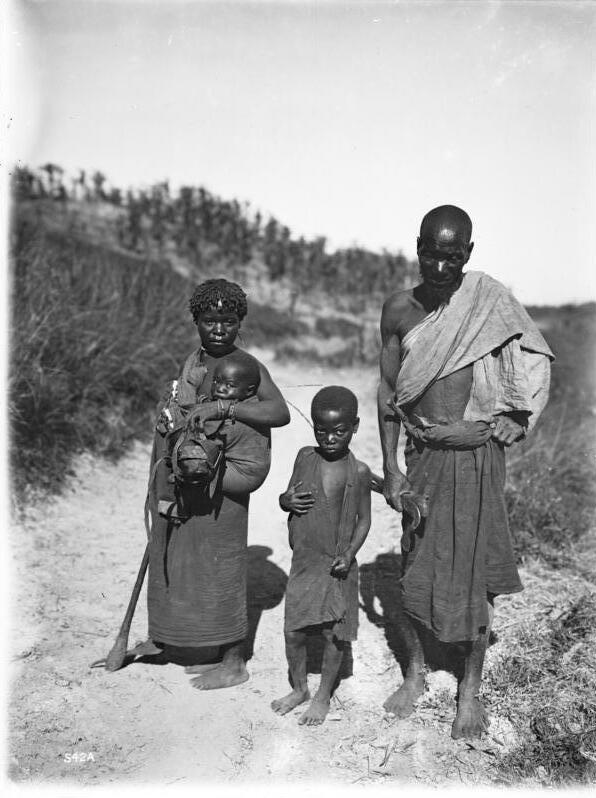
Родина місцевих жителів, Німецька Східна Африка, 1906 рік.

Гори щільно заселені (виключаючи річкові долини) людьми з племені валугуру, що прийшло у цю місцевість декілька століть тому. Біля гір розташовано більше півсотні сел із загальним населенням 150 тис. осіб. У селах традиційно заведений матріархат і власність на земельну ділянку спадково передається за жіночою лінією роду. Це досить контрастує з життєвим укладом інших танзанійських племен, де володіють землею й усіма важливими справами займаються чоловіки. Населення займається землеробством (плантації сизалю включно) та скотарством (кози; вівці). Жителі вирощують зернові культури, фрукти та овочі впродовж усього року, реалізуючі городину на ринках міст.

## Природокористування

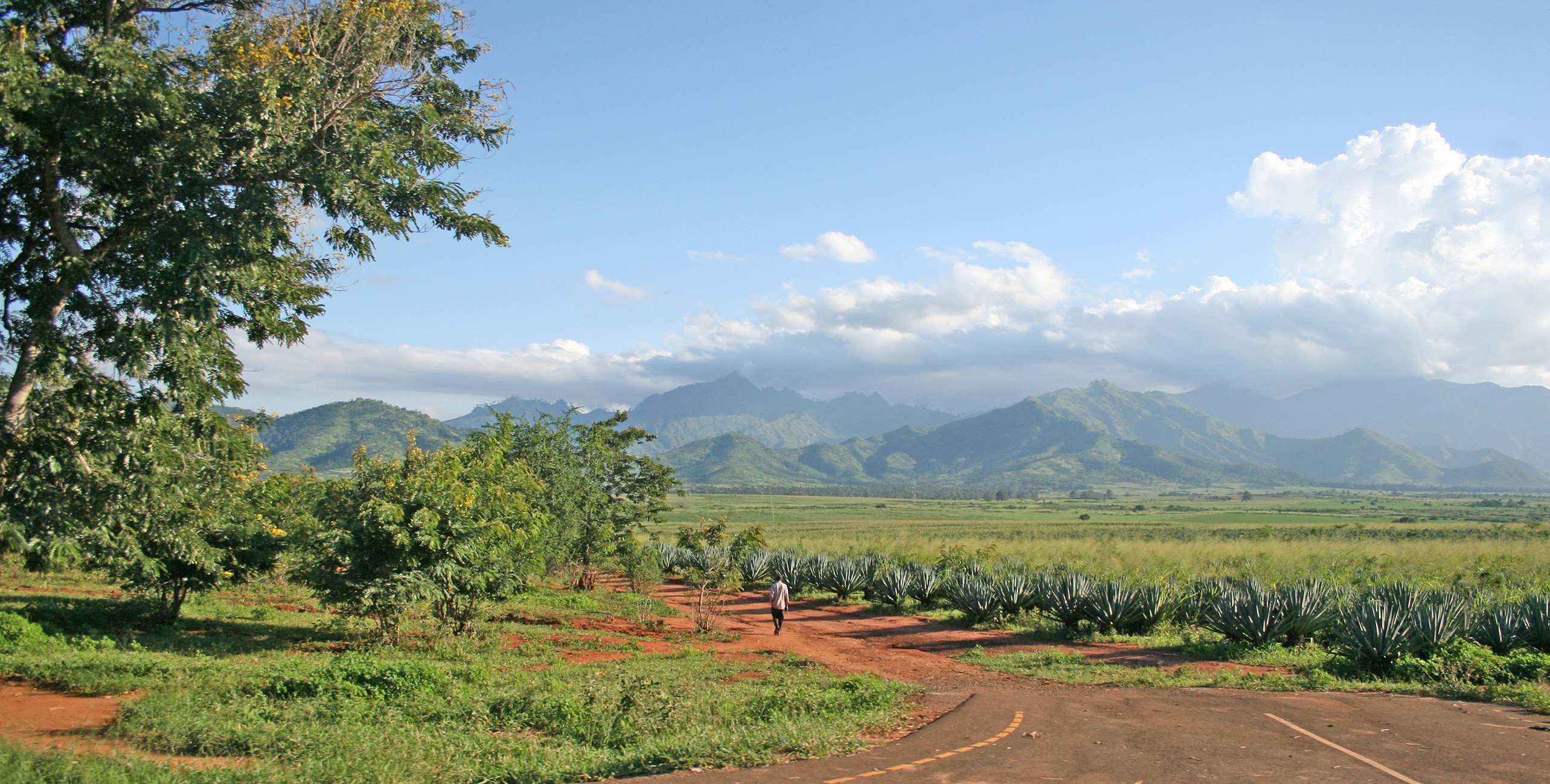
Плантації сизалю в районі гір.

Місцеве населення продовжує вести натуральне господарство, до якого призвичаїлось впродовж століть. Тропічні ліси гір зазнають значного впливу через використання деревини як палива та будівельного матеріалу. Проте промислова заготівля деревини на охороняємих територіях припинена. Ведеться відновлення лісів, штучні посадки червоного дерева (Khaya anthotheca).
Запровадження новітніх технологій ведення сільського господарства не знімає напруги через нестачу вільної землі. Можливість вирощувати більше, отримувати більший прибуток призводить до знищення лісів навколо селищ задля більшого врожаю. Наприклад у селищі Тандаі (англ. Tandai Village), що на пагорбах Кітунду (англ. Kitundu Hills) після посадки бананової плантації, важливої харчової культури, місцеві жителі почали знищувати ліси навколо задля розширення плантації та збуту бананів на базарах Дар-ес-Саламу.

## Туризм
Гори приваблюють чисельні туристичні групи, що користуються близьким розташуванням до культурно-економічного центру й колишньої столиці країни, Дар-ес-Саламу, проте у ліси мандрують лише любителі птахів — задля спостереження за ендеміками.

## Історія
У 1950-х роках британський колоніальний уряд намагався покращити агрокультуру серед гірських племен авторитарними методами, проте це викликало протести, що започаткували революційне піднесення серед народів Танганьїки. У 1964 році країна здобула незалежність. З 1960-х по 1990-ті роки, коли Танзанія долучилась до Африканського національного конгресу (АНК), у горах були створені військові тренувальні табори. Після повалення політики апартеїду в Південній Африці бойовики повернулися додому, а табори були закриті.

## Дослідження
Перші точні карти гір були намальовані у 1894 році німецьким зоологом та мандрівником Францом Людвігом Штульманом (нім. Franz-Ludwig Stuhlmann) (1863—1928).
Сучасні дослідження проводить Аграрний університет Сокойне (англ. University of Sokoine) в рамках Проєкту аграрного розвитку гір Улугуру (англ. Uluguru Mountains Agriculture Development Project).

## Галерея світлин початку XX століття

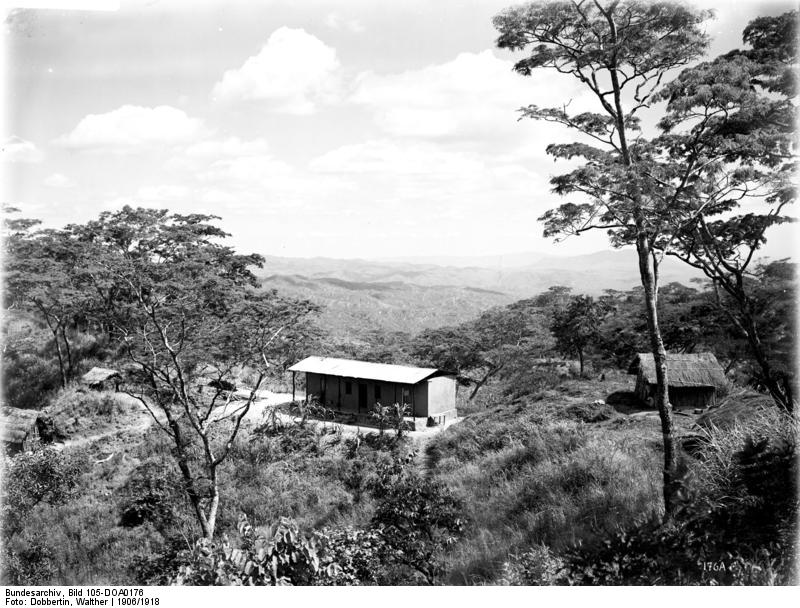
border
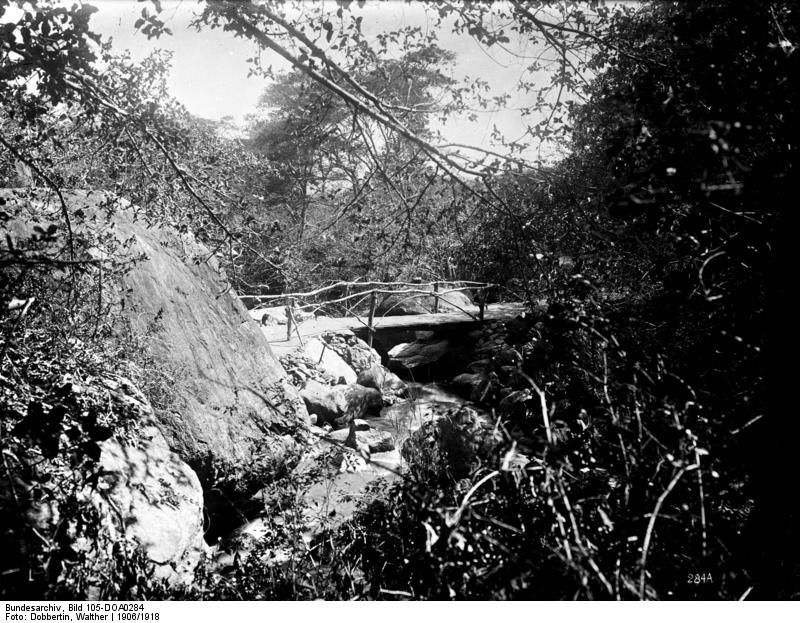
border
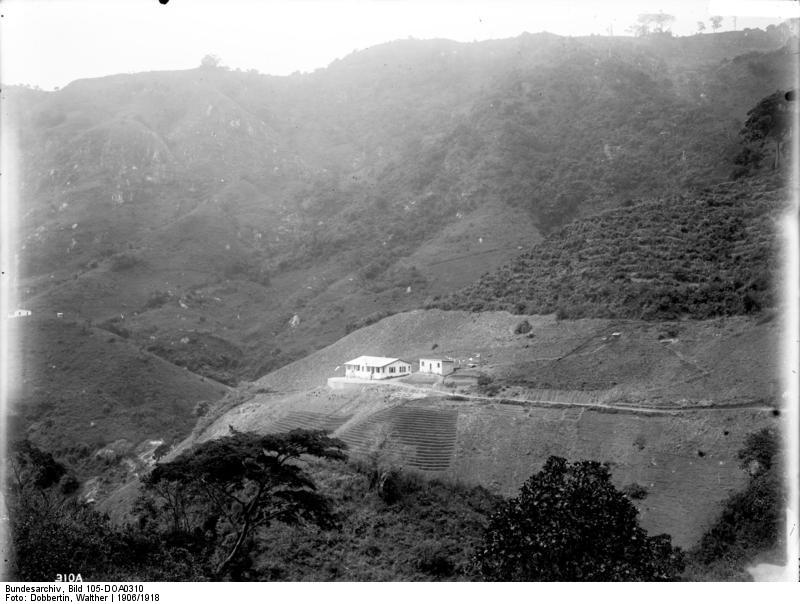
border
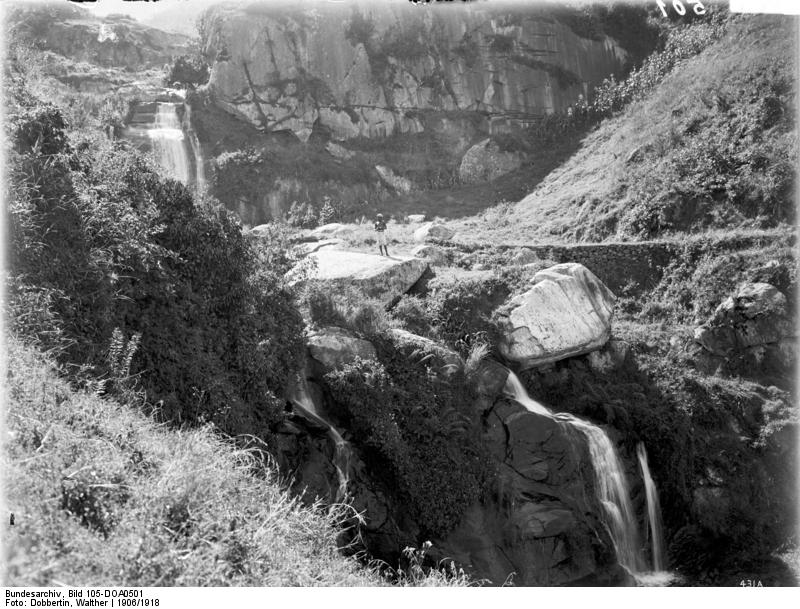
border
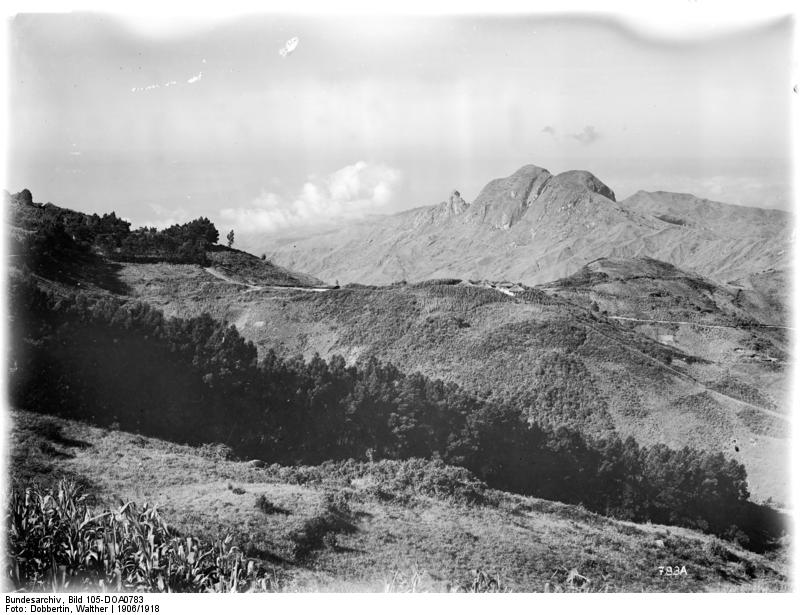
border

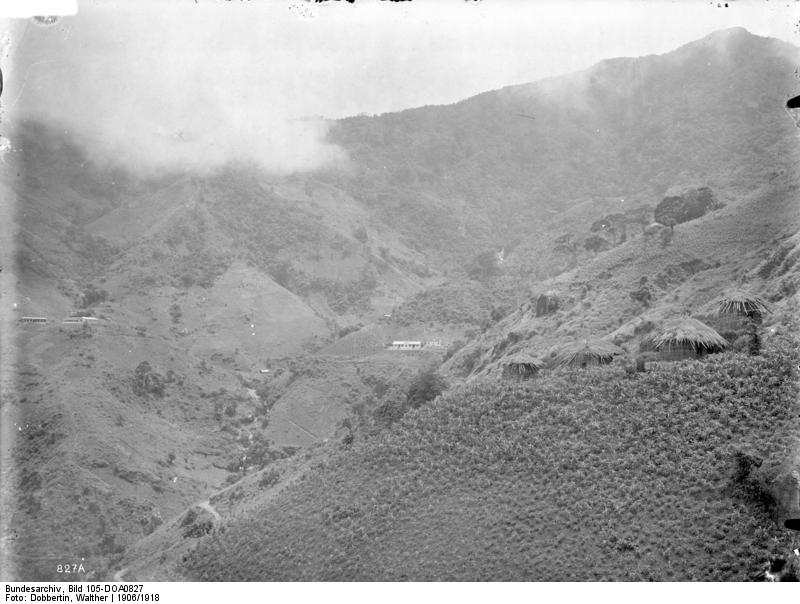
border
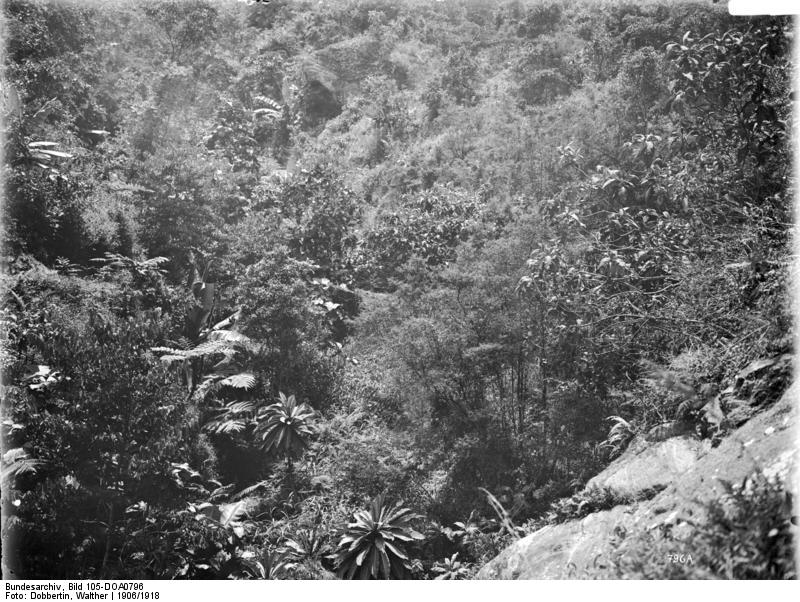
border
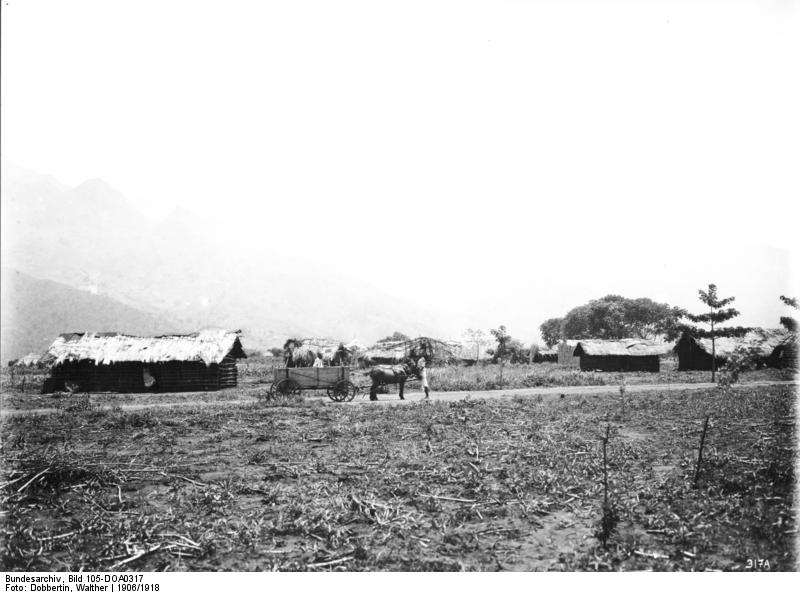
border
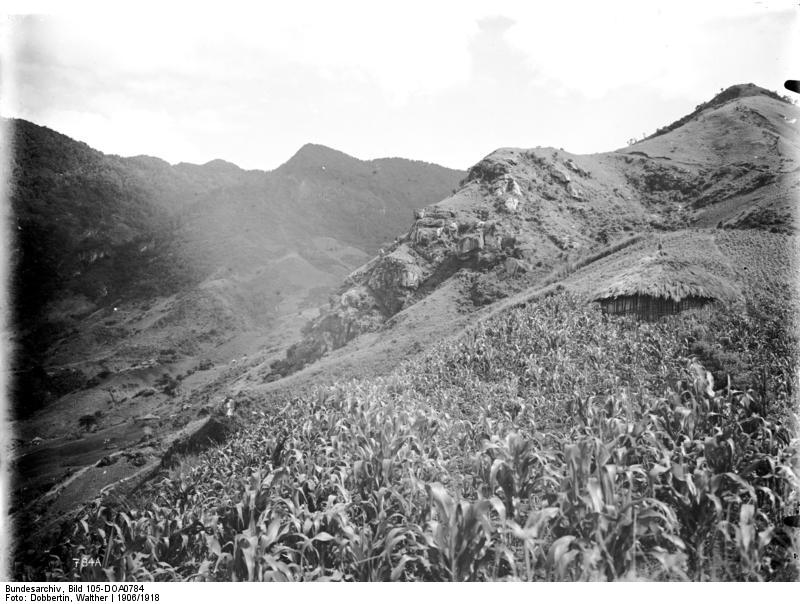
border
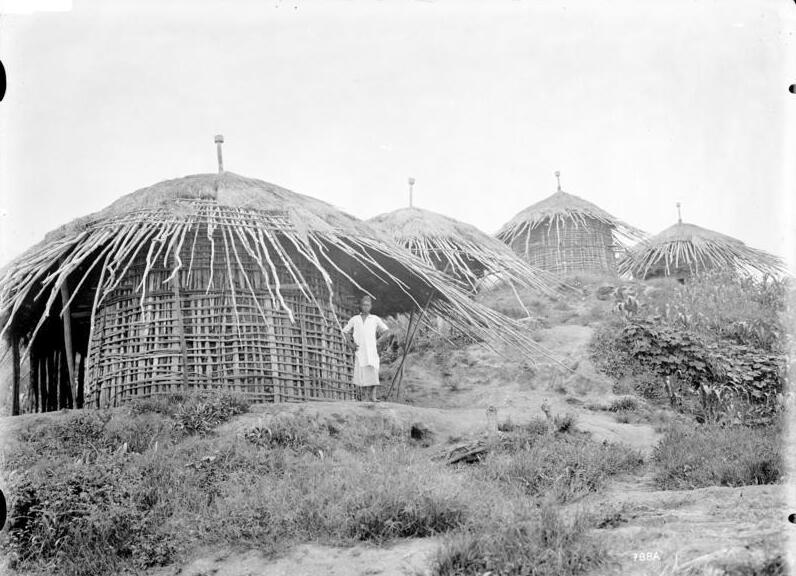
border
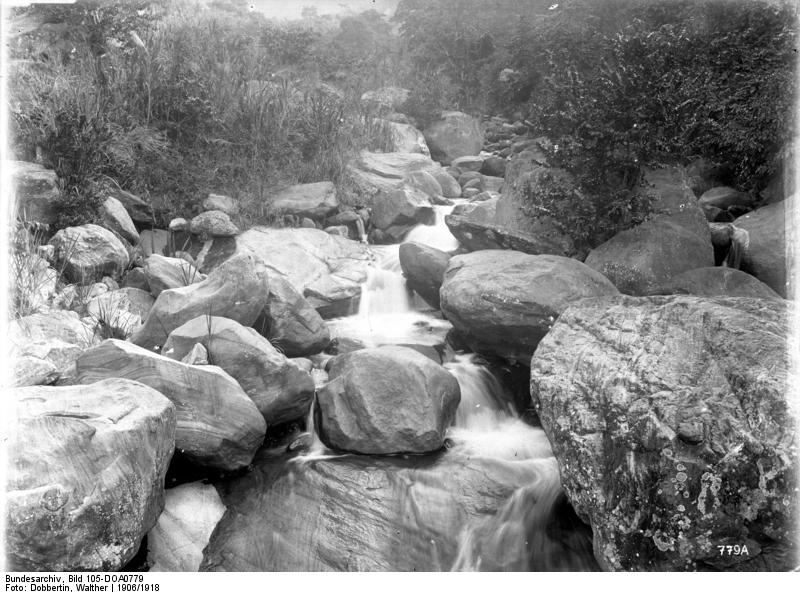
border

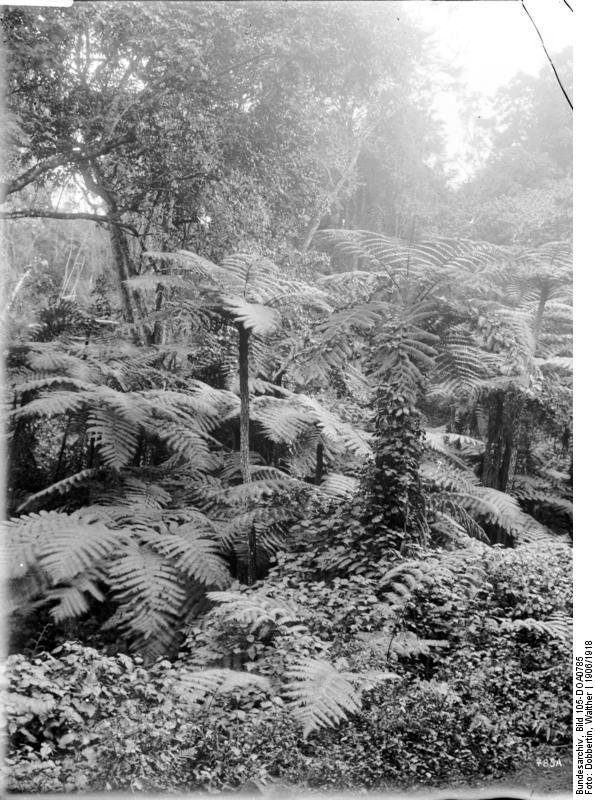
border
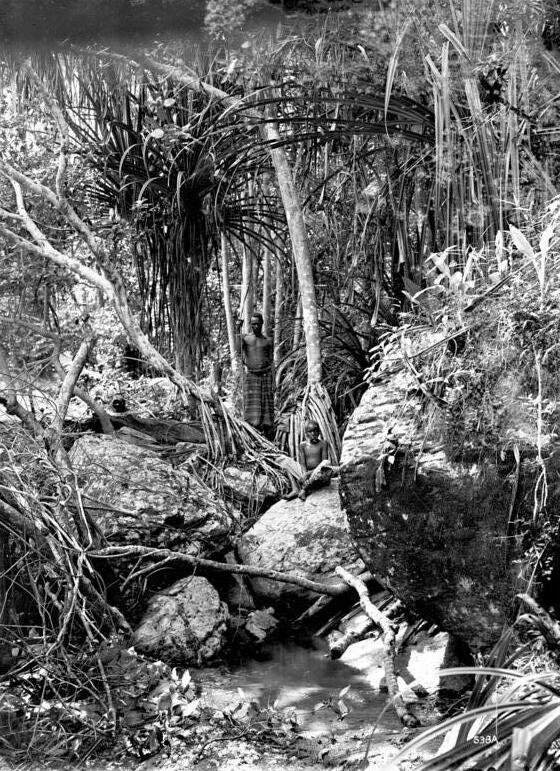
border
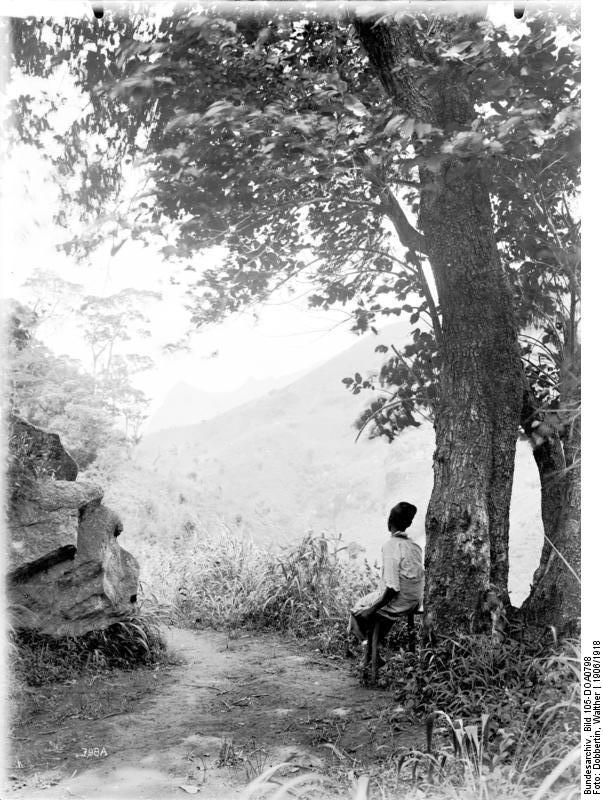
border
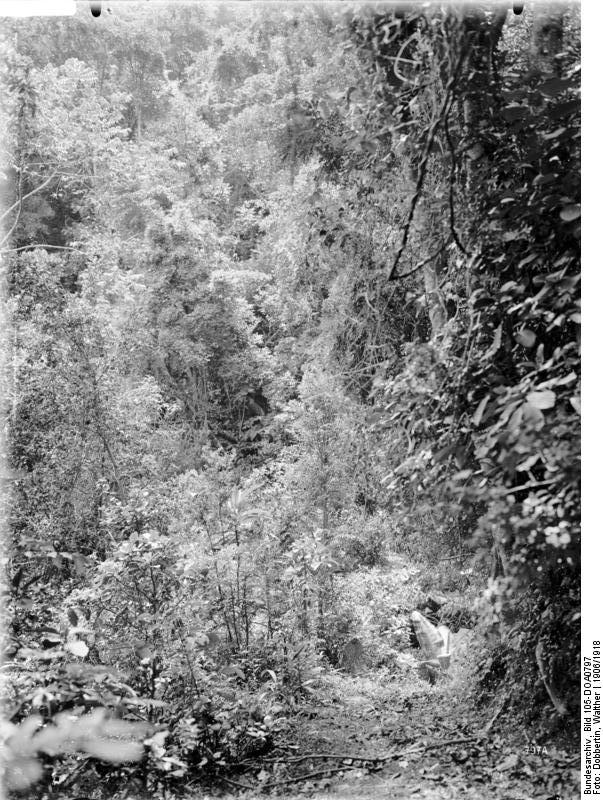
border
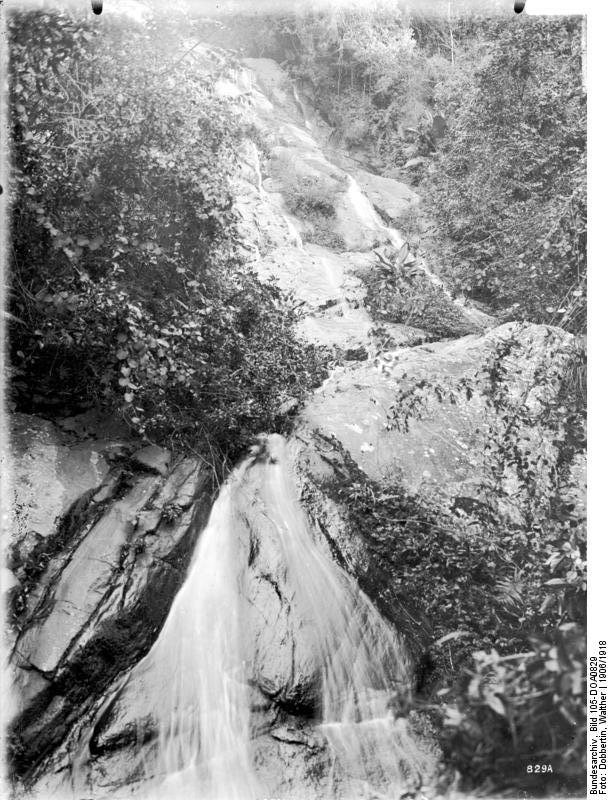
border